# Воевода (опера)
«Воевода» — опера по пьесе А. Н. Островского «Воевода» («Сон на Волге») и его либретто. В первой редакции известна, как первая опера П. И. Чайковского (опера в трёх действиях, четырёх картинах, соч. 3), вышедшая на сцену 18 (30) января 1869 года. Для новой редакции оперы, написанной композитором В. Н. Кашперовым по обновлённому либретто и поставленной 7 (19) января 1886 года, Чайковский написал мелодраму «Домовой».

## Опера Чайковского (1869)
Премьера оперы состоялась 30 января 1869 года в Большом театре в Москве, в бенефис певицы Александры Меньшиковой, певшей партию Марьи Власьевны; в главных партиях были также заняты Людвиг Финокки (Нечай Шалыгин), Платон Радонежский (Влас Дюжой), Анна Анненская (Настасья), Зинаида Кронеберг-Лихачёва (Прасковья Власьевна) и др., дирижировал Э. Н. Мертен. Владимир Одоевский отметил в своём дневнике:

Русская тональность господствует, — но даровитый Чайковский также не устоял против желания угодить публике разными итальянизмами. Эта опера — задаток огромной будущности для Чайковского. <…> Представление удалось — Чайковского несколько раз вызывали, и Меньшикову также, хотя она фальшивила по обыкновению несколько раз.

Затем Чайковский, недовольный оперой, уничтожил значительную часть партитуры, а кое-какой музыкальный материал использовал в других произведениях. Попытки восстановить оперу по сохранившимся наброскам и фрагментам были предприняты в 1930-40-е годы П. А. Ламмом (при участии Виссариона Шебалина и Бориса Асафьева) и Ю. В. Кочуровым (частично опиравшимся на опыт Ламма; редакция либретто С. Д. Спасского). Редакция Кочурова была поставлена 28 сентября 1949 в ленинградском Малом оперном театре под управлением Э. П. Грикурова.
Музыка «Воеводы» отмечена высокими достоинствами, но по мнению некоторых критиков главным недостатком произведения, главным недостатком оперы была её драматургия. Через 17 лет А. Н. Островский предпринял попытку вдохнуть в сюжет новую жизнь.

## Действующие лица
- Нечай Шалыгин, воевода — бас
- Влас Дюжой, богатый Посадский — бас
- Настасья, жена посадского — сопрано
- Их дочери: Марья Власьевна — сопрано
- Прасковья Власьевна — сопрано
- Степан Бастрюков — тенор
- Роман Дубровин, беглый посадский — баритон
- Олёна, его жена — меццо-сопрано
- Резвый, слуга Бастрюкова — бас
- Шут — тенор
- Недвига, нянька — меццо-сопрано
- Новый Воевода — бас

## Сюжет
Первое действие
Опера начинается с выхода невесты старика-воеводы, Прасковьи, и её сестры, Марьи Власьевны, с нянькой Недвигой и сенными девушками. После ухода девушек появляется Бастрюков, влюбленный в Марью Власьевну, и начинает со слугами разбирать тын. Он остается один. Его ария («Догорай на небе, зоренька, скорее»). К нему выходит Марья Власьевна. Любовный дуэт. В финале действия воевода видит Марью Власьевну, влюбляется, требует в невесты, отвергнув Прасковью Власьевну. Бастрюков пробует похитить возлюбленную, но их застают в момент побега и разлучают.
Второе действие
Первая картина. У Бастрюкова. Слуги ждут его возвращения с охоты. Когда он возвращается, ему говорят, что его хочет видеть Дубровин. Сцена и дуэт с Дубровиным. Последний тоже обижен воеводой, похитившим его жену, Олену. Оба молодые человека решают пробраться в терем старика и похитить Марью Власьевну и Олену.
Вторая картина. В тереме воеводы. Марья Власьевна тоскует. Её развлекают танцами. Её ария («Соловушко»). Вбегает Олена, молит о прощении за то, что уронила в воду фату, когда мыла её, но, в сущности, передать Марье Власьевне, что ночью в сад придет за ней Бастрюков. Дуэт двух женщин прерывается появлением Недвиги и сенных девушек, которые, чтобы развеселить Марью Власьевну, поют песни.
Третье действие
Во дворе терема воеводы. Ночь. Входят Бастрюков и Дубровин. К ним сходят Марья Власьевна и Олена. Квартет. Неожиданно появляется воевода. В пылу ревности он хочет зарезать Марью Власьевну, но только что прибывший посол и новый воевода из Москвы спасает её, а старого воеводу по повелению царя отдает под суд. Действующие лица благодарят Бога и величают царя.

## Опера Кашперова-Чайковского (1886)
1 (13) января 1886 года состоялось назначение А. Н. Островского на должность заведующего репертуарной частью московских казённых (императорских) театров. Спустя неделю, 7 (19) января 1886 года (день Крещения — дата многих премьер в дореволюционной России, так как главный театральный сезон начинался с рождественскими праздниками и завершался с началом Великого поста), на сцене московского Малого театра состоялась премьера обновлённой редакции «Воеводы».
Инициатором возобновления «Воеводы» в новой редакции выступил сам Островский. Поручая на этот раз музыкальную часть В. Н. Кашперову — в то время именитому композитору, профессору консерватории — драматург вместе с тем не мог оставить за рамками своего нового проекта автора оригинальной оперы, каким бы ни было отношение самого Чайковского к своему раннему детищу. В качестве посредника для переговоров с композитором Островский избрал И. В. Шпажинского — плодовитого либреттиста, востребованного императорскими театрами и связанного с самим Чайковским в тот момент по совместной работе над «Чародейкой». 6 января 1886 года Шпажинский написал Чайковскому:

Дело вот в чём, дорогой Пётр Ильич! Островский просит написать ему маленькую мелодраму к «Воеводе». У него в этой сказке выведен Домовой, которому даны прелестные стихи… Я горячо принялся посредничать в настоящем случае в видах Вашей же пользы, так как Островский теперь полный хозяин оперы. Но если не к первому, то к последующим представлениям Ваша музыка может быть сделана, если соглашаетесь…— Вас. Яковлев. Чайковский на московской сцене. — М.—Л.: Искусство, 1940. — С. 429. — 504 с.
Переписка пришлась на Рождество. Точное местонахождение композитора было неизвестно, и поэтому Шпажинский повторил свою просьбу в письме, направленном 7 января в Клин. Письмо это примечательно фразой про настоящего (sic!) Домового:

…Там выведен Домовой, настоящий, конечно, ночью, в уста которого вложены прекрасные стихи. Вот эти-то стихи Домовой должен говорить под тихие, мелодичные звуки оркестра, выражающие звуки ночи.— Вас. Яковлев. Чайковский на московской сцене. — М.—Л.: Искусство, 1940. — С. 430. — 504 с.. — Курсив автора письма

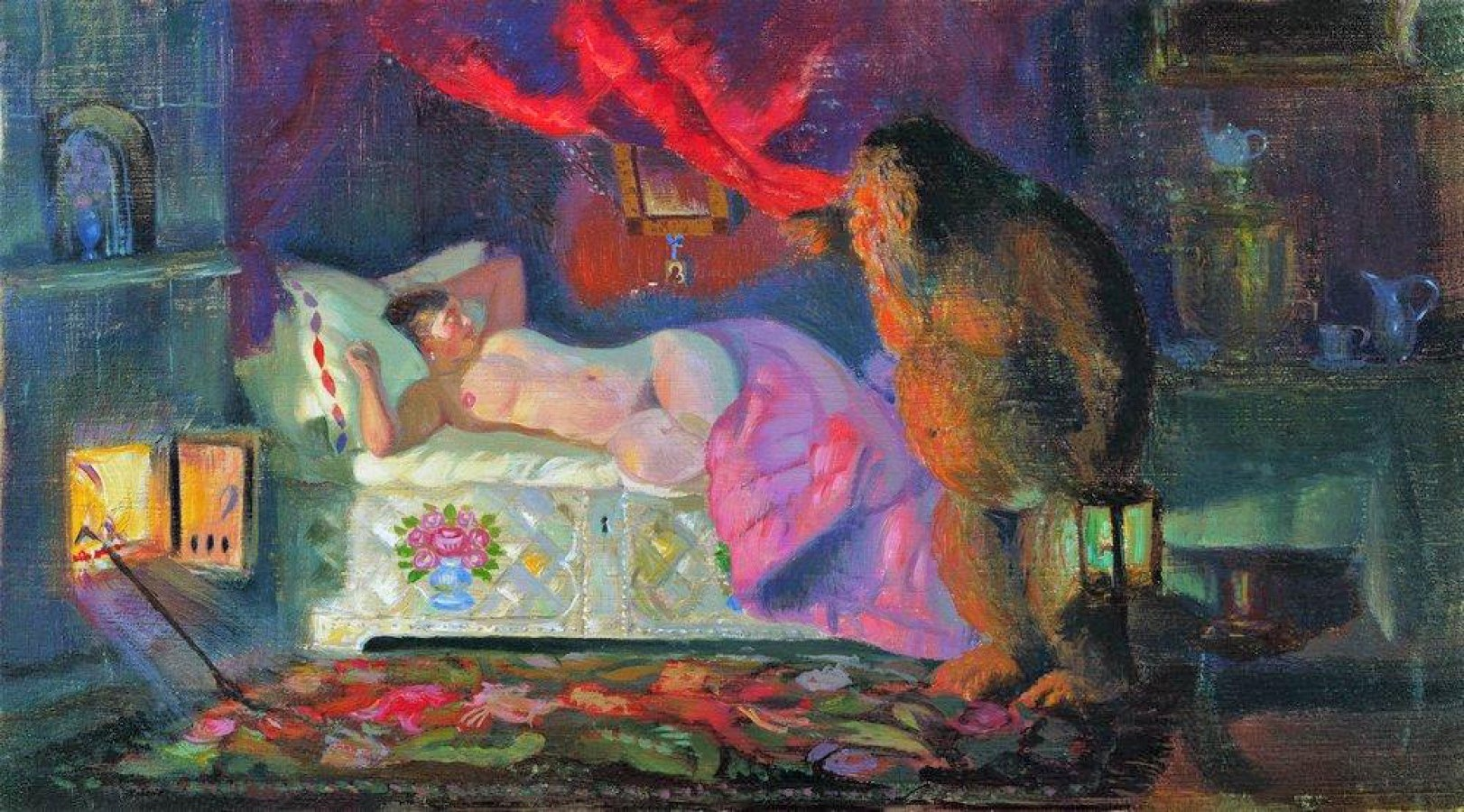
Кустодиев Б. М. «Купчиха и домовой». 1922.

Музыку к мелодраме Домового Чайковский написал своевременно. Партитура (авторская надпись: «Др. Воевода. №3. Мелодрама для монолога Домового в Воеводе») из фондов музея Чайковского и музея Малого театра была фотографически воспроизведена перед войной в монографии 1940 года «Чайковский на московской сцене». По сведениям искусствоведов, премьера новой редакции «Воеводы» Островского состоялась 19 января 1886 года, и музыка Чайковского была на ней исполнена.
Как видно из этих материалов, при переработке либретто Островский добавил в состав героев оперы как минимум одно новое действующее лицо — Домового. Сравнить речь, вложенную в его уста под «звуки ночи», с обыденными представлениями о явлениях этого мифологического существа женщинам, не представляется возможным ввиду отсутствия этого монолога в партитуре.

## Известные аудиозаписи
- 1952 (фрагменты) — дирижёр Алексей Ковалёв, хор и оркестр Всесоюзного Радио.

Исполнители: Нечай Шалыгин — Даниил Демьянов, Влас Дюжой — Константин Поляев, Настасья — Зиновия Соколовская, Марья Власьевна — Наталья Рождественская, Степан Бастрюков — Анатолий Орфенов, Роман Дубровин — Алексей Королёв, Олена — Людмила Легостаева, шут — Павел Понтрягин, новый воевода — Михаил Сказин.
- Чайковский, П. И. Воевода : Опера в трёх действиях, четырёх картинах, соч. 3 / либретто П. Чайковского и А. Островского по комедии А. Островкого «Сон на Волге» ; Исполн. : Академ. Большой хор ЦТ и ВР; худ. рук. хора К. Птица; гл. хормейстер Л. Ермакова; Гос. симф. оркестр Мин. культуры СССР; дирижёр В. Кожухарь. — Запись 1982 г. —  [М.] : Мелодия, [1982]. — 4 грп. [ГОСТ 5289-80] (2 ч 34 мин) : 33 об/мин, стерео. — С10 18123—30. — (П. Чайковский : Полн. собр. соч. в грамзаписи. Часть 1, комплект 1, пласт. 1—4).

Исполнители: Нечай Шалыгин — Владимир Маторин, Влас Дюжой — Леонид Зимненко, Настасья — Александра Фатькина, Марья Власьевна — Галина Кузнецова, Прасковья Власьевна — Людмила Бондаренко, Степан Бастрюков — Анатолий Мищевский, Роман Дубровин — Олег Клёнов, Олена — Юлия Абакумовская, Резвый; новый воевода — Владимир Свистов, шут — Вячеслав Войнаровский, Недвига — Нина Исакова.